# Rhodesiella viridfrons
Rhodesiella viridfrons är en tvåvingeart som först beskrevs av Malloch 1931.  Rhodesiella viridfrons ingår i släktet Rhodesiella och familjen fritflugor. Inga underarter finns listade i Catalogue of Life.